# Heidiland

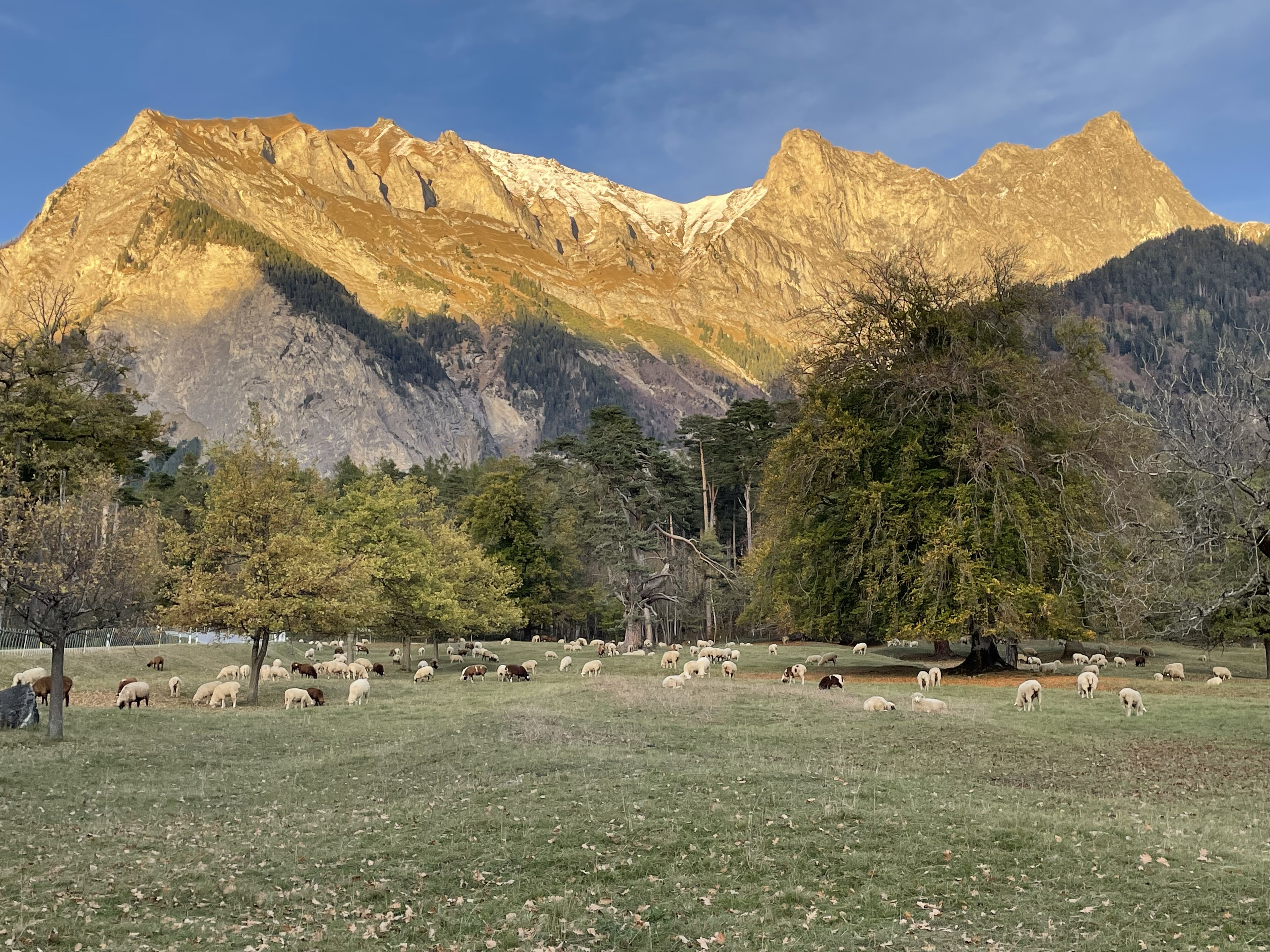
„Heidiland“: Aufnahme in Maienfeld neben dem „Heidibrunnen“.

Heidiland ist eine touristische Wortmarke. Sie kennzeichnet unter anderem seit 1989 eine Autobahnraststätte bei Maienfeld und seit 1997 eine Ferienregion zwischen dem westlichen Walensee und Bad Ragaz in der Ostschweiz. Im Gegensatz zu anderen Ferienregionen in der Schweiz geht der Begriff dabei nicht auf eine historische oder traditionelle Benennung zurück, sondern geht von dem aus, was der Gast vermutlich erwartet. In der Fachwelt ist diese Markenbildung sehr umstritten. Es gibt keine weiteren Destinationen, die ohne geografische Anbindung funktionieren.

## Name

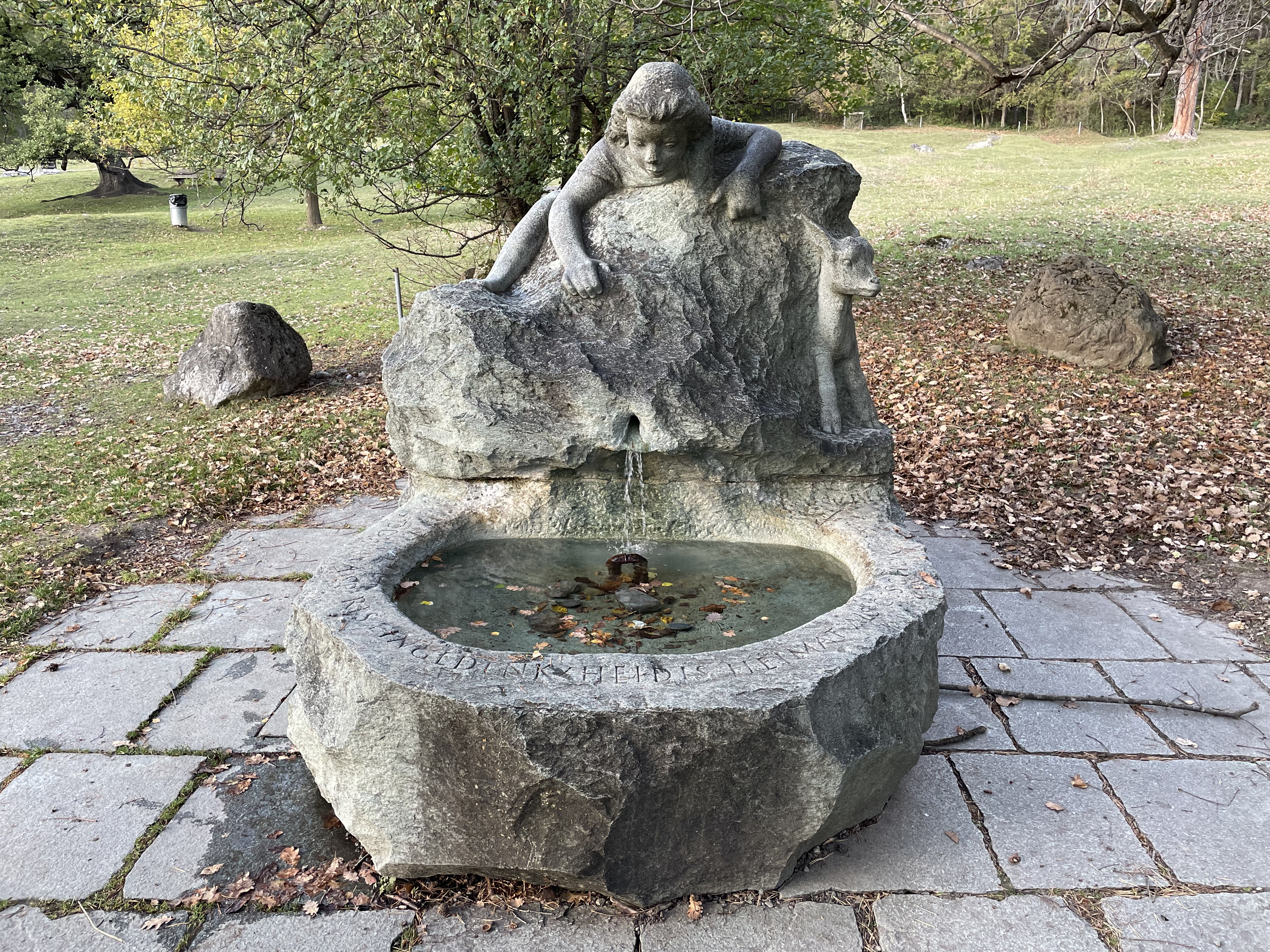
Der „Heidibrunnen“ in Maienfeld.

Der Markenname Heidiland geht ursprünglich auf den Marketingdirektor von St. Moritz Hans Peter Danuser zurück, der diesen Begriff 1979 in das Markenregister beim Eidgenössischen Amt für Geistiges Eigentum eintragen liess. Er wollte damit an eine 1977 gedrehte Heidi-Fernsehserie in diesem Ort anknüpfen und so das Sommergeschäft beleben. Der Marketingbegriff konnte sich nicht durchsetzen, möglicherweise weil das eher biedere Image des Heidistoffes zu stark mit dem mondänen Anspruch von St. Moritz kontrastierte. 1985 verschwand der Begriff vorerst wieder aus der Werbung. Seitdem vermarktet St. Moritz die Marke und lizenziert sie unter anderem seit 1989 an Mövenpick, den Betreiber der Autobahn-Raststätte, sowie seit 1997 an die Ferienregion.
Die Werber stellen dabei weniger auf die literarische Figur Heidi ab, sondern auf den Mythos Heidi, der wesentlich offener und verschwommener ist und die Integration zahlreicher weiterer Angebote in das Heidiland-Konzept erlaubt. So taucht zum Beispiel das Mädchen Heidi als Figur weder im Logo noch in den Marketinginstrumenten des Heidilands auf. Auch soll er die Attribute Herzlichkeit, Genuss, Gemeinschaft, Unbefangenheit, Frische und Freiraum hervorrufen. Der Geschäftsführer des Heidiland-Tourismus selbst spricht von einem Köder, der notwendig wäre, um die gesamte Gegend zu vermarkten. Mit dem Namen Heidiland wird diese Region in der Schweiz und im Ausland vermarktet. Die besondere Rolle, die Heidi in Japan spielt, führt dazu, dass sich die Vermarktung insbesondere an Japaner richtet. Der Verbund möchte alle nur erdenklichen Aktivitäten unter einem Namen bewerben, wie zum Beispiel Schlafen im Stroh in Amden oder in einem Grandhotel in Bad Ragaz (beispielsweise Grand Resort Bad Ragaz), die Besichtigung von Schloss Sargans oder eine Schifffahrt auf dem Walensee sowie Bergwanderungen.

## Vermarktung
Lizenznehmer und Vermarkter der Ferienregion Heidiland war ursprünglich der Tourismusverband Sarganserland-Walensee, der seit dem 1. Januar 2009 durch die Aktiengesellschaft «Heidiland Tourismus AG» mit Sitz in Bad Ragaz abgelöst wurde. Aktionäre sind zum einen die Tourismusvereine der beteiligten Gemeinden, die in drei Tourismuskreise eingeteilt wurden: Pizol (Bad Ragaz, Pfäfers, Sargans, Mels, Vilters-Wangs, Wartau), Flumserberg (Flums, Flumserberg) und Walensee (Walenstadt, Quarten, Filzbach, Obstalden GL, Mühlehorn, Mollis, Amden, Weesen) zum anderen aber auch grosse einzelne Anbieter: Grand Resort Bad Ragaz, den Bergbahnen Flumserberg und dem Resort Walensee zu den Aktionären. Sie finanziert sich durch 90 % der Kurtaxeinnahmen der Gegend, Mitgliedsbeiträge sowie die Vermarktung einzelner Angebote und Merchandising-Artikel.
Die Statistik St. Gallen bezeichnet das Heidiland mittlerweile als stärkste touristische Marke des Kantons; neben dem Rheingebiet wies das Sarganserland in den Jahren zwischen 1997 und 2007 mit Abstand die höchsten Steigerungsraten im ausländischen Tourismus auf.

## Kritik
Nachdem der Name in der Region ursprünglich auf starken Widerstand gestossen war, ergaben vom Tourismusverband in Auftrag gegebene Umfragen vor einigen Jahren eine Akzeptanz zumindest von Teilen der Bevölkerung. Umfangreiche soziologische Erkundungen in der Region zur Jahrtausendwende erbrachten aber noch eine starke Unsicherheit in der Bevölkerung sowie oft das Gefühl, die Marke wirke aufgesetzt. Allerdings stiegen die Übernachtungen in der Region in den Jahren nach Erschaffung des Heidilandes um etwa zehn Prozent. Ob und in welchem Umfang diese Steigerung jedoch auf die neue Namensgebung zurückzuführen ist, ist indes nicht belegt resp. umstritten. In dieselbe Zeit fällt nämlich auch der Abschluss der Umbau- und Renovationsphase der Grand Hotels Bad Ragaz, was zu einer massiven Steigerung der Übernachtungen geführt hat.
Nach einer anfangs 2011 ohne Rücksprache mit Behörden und Partnern verfügten Namensänderung von Ferienregion Heidiland zu Heidiland stösst die Marke und die zugehörige Kommunikation zunehmend auf Kritik. Parlamentarier des Kantons St. Gallen lehnen das Vorgehen ab und fordern eine Rückkehr zum bekannten Namen sowie ein Auseinanderhalten von politischem Begriff Sarganserland und touristischer Marke Heidiland.